# Barrage au Sorcier
Barrage au Sorcier är en dammbyggnad i Kanada.   Den ligger i regionen Mauricie och provinsen Québec, i den sydöstra delen av landet, 220 km nordost om huvudstaden Ottawa. Barrage au Sorcier ligger 348 meter över havet. Den ligger vid sjön Lac au Sorcier.
Terrängen runt Barrage au Sorcier är platt åt nordväst, men åt sydost är den kuperad. Runt Barrage au Sorcier är det mycket glesbefolkat, med 2 invånare per kvadratkilometer.. Det finns inga samhällen i närheten. 
I omgivningarna runt Barrage au Sorcier växer i huvudsak blandskog.